# جيمي هيرندون
جيمي هيرندون (بالإنجليزية: Jimmy Herndon)‏ هو لاعب كرة قدم أمريكية أمريكي، ولد في 30 أغسطس 1973 في باي تاون في الولايات المتحدة.

## وصلات خارجية
- جيمي هيرندون على موقع مرجع كرة القدم المحترفة.كوم (الإنجليزية)